# Huangge
Huangge (kinesiska: 黄阁) är en köping i sydöstra Kina. Den ligger i stadsdistriktet Nansha i provinshuvudstaden Guangzhou i provinsen Guangdong. omkring 42 kilometer sydost om centrala Guangzhou. Antalet invånare är 43 791. Befolkningen består av 20 785 kvinnor och 23 006 män. Barn under 15 år utgör 14,0 %, vuxna 15-64 år 76 %, och äldre över 65 år 8,0 %.